# Championnat d'Italie de rugby à XV 1929-1930
Navigation
Serie A 1928-1929 Serie A 1930-1931
Le Championnat d'Italie de rugby à XV 1929-1930 oppose les treize meilleures équipes italiennes de rugby à XV. Le championnat débute en 1929 et se termine en 1930. Il se déroule en deux temps : une première phase de quatre groupes constitués de quatre, trois ou deux équipes qui disputent des matchs aller-retour où tous les clubs se rencontrent deux fois et un tournoi final regroupant les premiers de chaque groupe et le meilleur deuxième qui s'affrontent également en matchs aller-retour.
Pour la 2e fois consécutive, l'Amatori Milan, connu l'année précédente sous le nom d'Ambrosiana, est sacré champion. Le club de l'AS Roma participe également à ce championnat et crée à la fin 1930 une société distincte, le Rugby Rome.

## Équipes participantes
Les treize équipes sont réparties en quatre groupes, de la façon suivante :
| Groupe A - Amatori Milan - Baracca Milan - GUF Genova - GUF Torino Groupe B - Fiat Torino - GS Mussolini Milan - Battisti Torino - Michelin Torino | Groupe C - Bologne - GUF Padova Groupe D - AS Roma - GUF Napoli - Audace Roma |

## Résultats

### Phase de groupe

#### Groupe A
| Rang | Club                | J | V | N | D | Pm  | Pe  | Diff | Pts |
| ---- | ------------------- | - | - | - | - | --- | --- | ---- | --- |
| 1    | Amatori Rugby Milan | 6 | 5 | 0 | 1 | 220 | 19  | +201 | 10  |
| 2    | GUF Torino          | 6 | 3 | 1 | 2 | 29  | 79  | -50  | 7   |
| 3    | GUF Genova          | 6 | 2 | 1 | 3 | 45  | 49  | -4   | 5   |
| 4    | Baracca Milan       | 6 | 1 | 0 | 5 | 27  | 174 | -147 | 2   |

|  | Qualifié (no 1) |

Attribution des points :  victoire : 2, match nul : 1, défaite : 0.

#### Groupe B
| Rang | Club               | J | V | N | D | Pm | Pe | Diff | Pts |
| ---- | ------------------ | - | - | - | - | -- | -- | ---- | --- |
| 1    | Michelin Torino    | 6 | 5 | 1 | 0 | 57 | 12 | +45  | 11  |
| 2    | GS Mussolini Milan | 6 | 4 | 1 | 1 | 60 | 19 | +41  | 9   |
| 3    | Battisti Torino    | 6 | 1 | 1 | 4 | 23 | 47 | -24  | 3   |
| 4    | Fiat Torino        | 6 | 0 | 1 | 5 | 9  | 71 | -62  | 1   |

|  | Qualifiés (no 1, no 2) |

Attribution des points :  victoire : 2, match nul : 1, défaite : 0.

#### Groupe C
| Rang | Club          | J | V | N | D | Pm | Pe | Diff | Pts |
| ---- | ------------- | - | - | - | - | -- | -- | ---- | --- |
| 1    | Rugby Bologne | 2 | 1 | 1 | 0 | 22 | 3  | +19  | 3   |
| 2    | GUF Padova    | 2 | 0 | 1 | 1 | 3  | 22 | -19  | 1   |

|  | Qualifié (no 1) |

Attribution des points :  victoire : 2, match nul : 1, défaite : 0.

#### Groupe D
| Rang | Club        | J | V | N | D | Pm  | Pe  | Diff | Pts |
| ---- | ----------- | - | - | - | - | --- | --- | ---- | --- |
| 1    | AS Roma     | 4 | 4 | 0 | 0 | 235 | 12  | +223 | 8   |
| 2    | GUF Napoli  | 4 | 2 | 0 | 2 | 31  | 77  | -46  | 4   |
| 3    | GUF Catania | 4 | 0 | 0 | 4 | 8   | 185 | -177 | 0   |

|  | Qualifié (no 1) |

Attribution des points :  victoire : 2, match nul : 1, défaite : 0.

### Tour final
Le club de Bologne se retire finalement du tournoi final.
| Rang | Club                | J | V | N | D | Pm | Pe | Diff | Pts |
| ---- | ------------------- | - | - | - | - | -- | -- | ---- | --- |
| 1    | Amatori Rugby Milan | 8 | 7 | 0 | 1 | 59 | 8  | +51  | 14  |
| 2    | AS Roma             | 8 | 6 | 0 | 2 | 83 | 36 | +47  | 12  |
| 3    | GS Mussolini Milan  | 8 | 3 | 1 | 4 | 40 | 54 | -14  | 7   |
| 4    | Michelin Torino     | 8 | 2 | 1 | 5 | 21 | 57 | -36  | 5   |
| 5    | Rugby Bologne       | 8 | 1 | 0 | 7 | 22 | 70 | -48  | 2   |

|  | Vainqueur (no 1) |

Attribution des points :  victoire : 2, match nul : 1, défaite : 0.

## Vainqueur
| Entraîneur |                        | |
| Avants     | Pilier                 | Bertolini, Caccia Dominioni, Campagna, Maruberio, Modonesi, Moretti, Novelli, Pellegatta, Rizzini, Rossi, Sessa, Silvestri, Sionetti, Strappini, Testoni, Trinchero |
| Avants     | Talonneur              | |
| Avants     | Deuxième ligne         | Bottonelli, Centinari II, Cesani, Loyonet |
| Avants     | Troisième ligne aile   | Agosti, Esposti |
| Avants     | Troisième ligne centre | Bollani, Montoli |
| Arrières   | Demi de mêlée          | Allevi, Aymonod, Perigrini |
| Arrières   | Demi d'ouverture       | Centinari I, Regazzoni, Tagliabue |
| Arrières   | Centre                 | V. Barzaghi, Luigi Bricchi, Di Bello |
| Arrières   | Ailier                 | Baumann, Cordet, Paselli |
| Arrières   | Arrière                | |